# Шубино (станция)
Шу́бино — железнодорожная станция Санкт-Петербург-Витебского отделения Октябрьской железной дороги, расположена в деревне Демяхи в Новосокольническом районе Псковской области между о.п. 407 км и о.п. 417 км. Находится на расстоянии 412 км от Санкт-Петербурга, 167 км от Дно и 9 км до Новосокольников.

## История
Станция Шубино была открыта в 1901 г. как разъезд № 12.
«В расстоянии от 2 до 8 вёрст имеется более 85 деревень и сёл. Предположено открыть необязательные операции по пассажирскому движению в местном сообщении с приёмом и выдачей багажа. Наименовать полустанцию Удрай (по протекающей реке).»
Ввиду однозвучности с разъездом КВЖД Удай выбрали другое наименование — по названию двух больших деревень, находившихся вблизи, — Малое Шубино и Большое Шубино.

## Путевое развитие
Путевое развитие включает в себя 3 станционных пути — один главный (центральный) и 2 приёмо-отправочных. На станции имеется одна боковая платформа — возле первого пути. На станции имеется здание ДСП.

## Пригородное сообщение
По состоянию на 2012 год на станции имеют остановку поезда следующих направлений:
- Дно — Новосокольники — Дно
- Дно — Великие Луки — Дно